# Serie del Caribe
La Serie del Caribe es un torneo anual de clubes disputado por equipos de béisbol profesionales del Caribe. La serie se juega normalmente en febrero, después de que las distintas ligas de invierno hayan finalizado sus torneos nacionales.

## Historia

### Primera etapa
El proyecto de crear una serie que reuniera a los mejores equipos del Caribe tiene su antecedente el 18 de octubre de 1946, cuando fue inaugurada en Caracas la primera Serie Interamericana, idea del aficionado y hombre de negocios venezolano Jesús Corao. Durante un mes se enfrentaron los equipos: Sultanes de Monterrey, de México; All Cubans, de Cuba; Brooklyn Bushwicks, de Estados Unidos; y el Cervecería de Caracas, de Venezuela.
Esa primera Serie Interamericana fue ganada por el conjunto estadounidense, que también se impuso en las siguientes tres ediciones, todas celebradas en Caracas. Pero en el año 1950, cuando se llevó a cabo el último de estos campeonatos, lo ganó el club anfitrión, el Cervecería de Caracas.

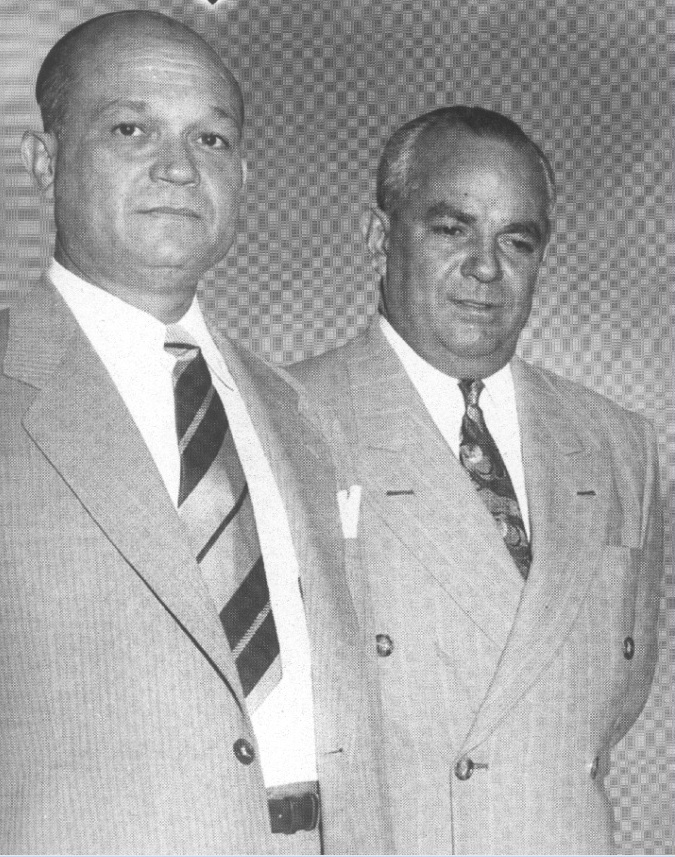
Pablo Morales y Óscar «El Negro» Prieto fundaron la Serie del Caribe

La respuesta del público a la Serie Interamericana fue tan buena, que los empresarios venezolanos Óscar «El Negro» Prieto y Pablo Morales, tuvieron una idea, crear la Serie del Caribe. A finales de 1948, Prieto y Morales presentaron la idea en Miami ante una convención de la Confederación de Béisbol Profesional del Caribe integrada por Cuba, Puerto Rico, Panamá y Venezuela.
El 21 de agosto de 1949, en La Habana, firmaron el acuerdo para la Serie del Caribe, competencia en la que participarían los cuatro equipos campeones de los países miembros de la Confederación de Béisbol del Caribe. Las cuatro novenas se enfrentarían a dos vueltas en seis días, con dos juegos diarios, durante el mes de febrero.
Durante dos años, 1949 y 1950, se celebraron tanto la Serie Interamericana, como la Serie del Caribe, que fue inaugurada en el 49 en el Grand Stadium de La Habana, conocido también como «Estadio del Cerro» en La Habana, y se jugó por segunda vez en el Sixto Escobar de San Juan de Puerto Rico.
La primera etapa de las Series del Caribe se prolongó hasta 1960. De las 12 ediciones que se realizaron en esa era; Cuba ganó siete, Puerto Rico cuatro, Panamá una y Venezuela ninguna.

### Segunda etapa
En 1960, Fidel Castro prohíbe los equipos profesionales «privados» en su país, obligando que durante una década el evento conocido como la «Serie del Caribe» no se llevara a cabo. En 1970, las ligas venezolana, puertorriqueña y dominicana deciden reanudar el evento con partidos interligas, el cual fue un fracaso, ya que la participación era desigual. En 1971 se confirma la entrada de la Liga Mexicana del Pacífico, representando a México.
En esta segunda etapa (1970-2025), la República Dominicana ha sido el país más triunfador con 23 títulos, luego le siguen Puerto Rico con 12, México con 9, Venezuela con 8 y por último Cuba, Panamá y Colombia con 1 cada uno. En 1981 no hubo serie por una huelga de jugadores.
Desde 2005 se hizo pública la intención de Colombia y Nicaragua en participar en la Serie del Caribe, para lo cual ambos países lograron establecer sus respectivas ligas: Liga Colombiana de Béisbol Profesional y Liga Nicaragüense de Béisbol Profesional. En el año 2008, durante una reunión de la Confederación, se acordó que un plazo máximo de cuatro años ambos países tendrían sus representaciones en el evento caribeño, sin embargo, tal acuerdo no se cumplió.
Desde 2013 los campeones de liga de ambos países disputan la Serie Latinoamericana junto a los campeones de las ligas de Panamá (Liga Profesional de Béisbol de Panamá) y México (Liga Invernal Veracruzana), recordando que Panamá participó en la Serie del Caribe hasta 1960.
En la misma reunión se aprobó la posibilidad de agregar a Cuba a la Confederación mediante la solicitud de dicho país; sin embargo, la petición fue negada y pospuesta, ya que el ente organizativo de la Liga Cubana de Béisbol exigía 100 000 dólares por parte del organismo regional, hecho que la Confederación de Béisbol Profesional del Caribe no aceptó ya que ellos otorgan 50 000 dólares a todas las ligas para cubrir sus gastos.
El lunes 10 de junio de 2013, el presidente de la Confederación de Béisbol Profesional del Caribe, junto a Higinio Vélez, titular de la Federación Cubana de Béisbol, ofrecieron una conferencia de prensa, anunciando oficialmente el regreso de Cuba a la cita de béisbol caribeño, concretándose su retorno en la edición celebrada en la Isla de Margarita, Venezuela, en el año 2014.
En agosto de 2018 se anunció que a partir de la edición 2020 se incluirían a Panamá, Colombia y Nicaragua como invitados. Sin embargo, debido a la crisis política en Venezuela, la Serie del Caribe 2019 se trasladó de Barquisimeto a Ciudad de Panamá, adelantando la integración de Panamá como invitado desde ese año.
En enero de 2020, se tenía previsto que la Serie del Caribe de ese año se disputara con los 4 representantes tradicionales de la Confederación del Caribe: México, Puerto Rico, República Dominicana y Venezuela, acompañados de los equipos invitados de Cuba y Panamá. Sin embargo, el 5 de enero de 2020, se anunció que el equipo campeón de la Serie Nacional de Béisbol de Cuba no pudo asistir al torneo a disputarse en San Juan, Puerto Rico, debido a problemas con el trámite de visa para los peloteros cubanos de parte de la embajada estadounidense en la República Dominicana. Por lo tanto, el campeón de la Liga Profesional de Béisbol Colombiano sustituyó al representante de Cuba, adelantando así la integración de Colombia en esta competición, quedando pendiente la de Nicaragua.
Para la edición de 2023, Cuba creó una nueva liga, la Liga Élite del Béisbol Cubano, lo que fue anteriormente con la finalidad de tener una liga de mayor competitividad con las otras ligas de invierno. Por lo tanto, la Serie Nacional de Béisbol continúa siendo el torneo selectivo de las provincias en Cuba, pero no se considera más el mejor circuito de la isla y ni representará a dicho país en la Serie del Caribe. En esa misma edición, Curazao hizo su primera participación en condición de invitado al igual que Colombia, Cuba y Panamá.
En la Serie del Caribe 2024, la ausencia de Cuba y Colombia motivó que Nicaragua participe por primera vez como invitado, concretándose así su integración al torneo de béisbol caribeño.

## Palmarés
Palmarés hasta el año 2012, antes del inicio del formato del campeón por juego final, en la edición de 2013.
| Año     | Sede               | Campeón                   | Mánager            | Récord    |
| ------- | ------------------ | ------------------------- | ------------------ | --------- |
| 1949    | La Habana          | Alacranes del Almendares  | Fermín Guerra      | 6-0       |
| 1950    | San Juan           | Carta Vieja Licoreros     | Wayne Blackburn    | 5-1       |
| 1951    | Caracas            | Cangrejeros de Santurce   | George Scales      | 5-1       |
| 1952    | Panamá             | Leones del Habana         | Miguel González    | 5-0       |
| 1953    | La Habana          | Cangrejeros de Santurce   | Buster Clarkson    | 5-0       |
| 1954    | San Juan           | Criollos de Caguas        | Mickey Owen        | 4-2       |
| 1955    | Caracas            | Cangrejeros de Santurce   | Herman Franks      | 5-1       |
| 1956    | Panamá             | Elefantes de Cienfuegos   | Óscar Rodríguez    | 5-1       |
| 1957    | La Habana          | Tigres de Marianao        | Napoleón Reyes     | 5-1       |
| 1958    | San Juan           | Tigres de Marianao        | Napoleón Reyes     | 4-2       |
| 1959    | Caracas            | Alacranes del Almendares  | Sungo Carrera      | 5-1       |
| 1960    | Panamá             | Elefantes de Cienfuegos   | Tony Castaño       | 6-0       |
| 1961/69 | No hubo            | No hubo                   | No hubo            | No hubo   |
| 1970    | Caracas            | Navegantes del Magallanes | Carlos Pascual     | 7-1       |
| 1971    | San Juan           | Tigres del Licey          | Manuel Mota        | 6-0       |
| 1972    | Santo Domingo      | Leones de Ponce           | Frank Verdi        | 5-1       |
| 1973    | Caracas            | Tigres del Licey          | Tommy Lasorda      | 5-1       |
| 1974    | Hermosillo         | Criollos de Caguas        | Bobby Wine         | 4-2       |
| 1975    | San Juan           | Vaqueros de Bayamón       | José Pagán         | 5-1       |
| 1976    | Santo Domingo      | Naranjeros de Hermosillo  | Benjamín Reyes     | 5-1       |
| 1977    | Caracas            | Tigres del Licey          | Rob Rodgers        | 6-0       |
| 1978    | Mazatlán           | Indios de Mayagüez        | Rene Lachemann     | 5-1       |
| 1979    | San Juan           | Navegantes del Magallanes | Willie Horton      | 5-1       |
| 1980    | Santo Domingo      | Tigres del Licey          | Del Crandall       | 4-2       |
| 1981    | Cancelada          | Cancelada                 | Cancelada          | Cancelada |
| 1982    | Hermosillo         | Leones del Caracas        | Alfonso Carrasquel | 5-1       |
| 1983    | Caracas            | Lobos de Arecibo          | Ron Clark          | 5-1       |
| 1984    | San Juan           | Águilas del Zulia         | Rubén Amaro        | 5-1       |
| 1985    | Mazatlán           | Tigres del Licey          | Terry Collins      | 5-1       |
| 1986    | Maracaibo          | Águilas de Mexicali       | Benjamín Reyes     | 4-2       |
| 1987    | Hermosillo         | Criollos de Caguas        | Ramón Avilés       | 5-2       |
| 1988    | Santo Domingo      | Leones del Escogido       | Phil Regan         | 4-2       |
| 1989    | Mazatlán           | Águilas del Zulia         | Pete Mackanin      | 5-1       |
| 1990    | Miami              | Leones del Escogido       | Felipe Alou        | 5-1       |
| 1991    | Miami              | Tigres del Licey          | John Roseboro      | 5-0       |
| 1992    | Hermosillo         | Indios de Mayagüez        | Pat Kelly          | 5-1       |
| 1993    | Mazatlán           | Cangrejeros de Santurce   | Mako Oliveras      | 5-2       |
| 1994    | Puerto La Cruz     | Tigres del Licey          | Casey Parson       | 5-1       |
| 1995    | San Juan           | Senadores de San Juan     | Luis Meléndez      | 6-0       |
| 1996    | Santo Domingo      | Tomateros de Culiacán     | Francisco Estrada  | 5-1       |
| 1997    | Hermosillo         | Águilas Cibaeñas          | Mike Quade         | 4-2       |
| 1998    | Puerto La Cruz     | Águilas Cibaeñas          | Tony Peña          | 6-0       |
| 1999    | San Juan           | Tigres del Licey          | Dave Jauss         | 5-2       |
| 2000    | Santo Domingo      | Cangrejeros de Santurce   | Mako Oliveras      | 6-0       |
| 2001    | Culiacán           | Águilas Cibaeñas          | Félix Fermín       | 4-2       |
| 2002    | Caracas            | Tomateros de Culiacán     | Francisco Estrada  | 5-1       |
| 2003    | Carolina           | Águilas Cibaeñas          | Félix Fermín       | 6-1       |
| 2004    | Santo Domingo      | Tigres del Licey          | Manny Acta         | 5-1       |
| 2005    | Mazatlán           | Venados de Mazatlán       | Juan José Pacho    | 5-1       |
| 2006    | Maracay y Valencia | Leones del Caracas        | Carlos Subero      | 6-0       |
| 2007    | Carolina           | Águilas Cibaeñas          | Félix Fermín       | 4-2       |
| 2008    | Santiago           | Tigres del Licey          | Héctor de la Cruz  | 5-1       |
| 2009    | Mexicali           | Tigres de Aragua          | Buddy Bailey       | 5-1       |
| 2010    | Isla de Margarita  | Leones del Escogido       | Ken Oberkfell      | 5-1       |
| 2011    | Mayagüez           | Yaquis de Ciudad Obregón  | Eddie Díaz         | 4-2       |
| 2012    | Santo Domingo      | Leones del Escogido       | Ken Oberkfell      | 4-2       |

### Campeones por juego final
| Año  | Sede                | Campeón                   | Resultado | Subcampeón             | Mánager          | Récord    |
| ---- | ------------------- | ------------------------- | --------- | ---------------------- | ---------------- | --------- |
| 2013 | Hermosillo          | Yaquis de Ciudad Obregón  | 4-3 (18)  | Leones del Escogido    | Eddie Díaz       | 4-3       |
| 2014 | Isla de Margarita   | Naranjeros de Hermosillo  | 7-1       | Indios de Mayagüez     | Matías Carrillo  | 4-2       |
| 2015 | San Juan            | Vegueros de Pinar del Río | 3-2       | Tomateros de Culiacán  | Alfonso Urquiola | 3-3       |
| 2016 | Santo Domingo       | Venados de Mazatlán       | 5-4       | Tigres de Aragua       | Juan José Pacho  | 6-0       |
| 2017 | Culiacán            | Criollos de Caguas        | 1-0 (10)  | Águilas de Mexicali    | Luis Matos       | 3-3       |
| 2018 | Jalisco             | Criollos de Caguas        | 9-4       | Águilas Cibaeñas       | Luis Matos       | 4-2       |
| 2019 | Panamá              | Toros de Herrera          | 3-1       | Leñadores de Las Tunas | Manuel Rodríguez | 4-1       |
| 2020 | San Juan            | Toros del Este            | 9-3       | Cardenales de Lara     | Lino Rivera      | 6-1       |
| 2021 | Mazatlán            | Águilas Cibaeñas          | 4-1       | Criollos de Caguas     | Félix Fermín     | 7-0       |
| 2022 | Santo Domingo       | Caimanes de Barranquilla  | 4-1       | Gigantes del Cibao     | José Mosquera    | 5-2       |
| 2023 | Caracas y La Guaira | Tigres del Licey          | 3-0       | Leones del Caracas     | José Offerman    | 6-3       |
| 2024 | Miami               | Tiburones de La Guaira    | 3-0       | Tigres del Licey       | Oswaldo Guillén  | 7-1       |
| 2025 | Mexicali            | Leones del Escogido       | 1-0       | Charros de Jalisco     | Albert Pujols    | 4-2       |
| 2026 | Caracas y La Guaira | Pendiente                 | Pendiente | Pendiente              | Pendiente        | Pendiente |
| 2027 | Hermosillo          | Pendiente                 | Pendiente | Pendiente              | Pendiente        | Pendiente |
| 2028 | Miami               | Pendiente                 | Pendiente | Pendiente              | Pendiente        | Pendiente |
| 2029 | Miami               | Pendiente                 | Pendiente | Pendiente              | Pendiente        | Pendiente |
| 2030 | Miami               | Pendiente                 | Pendiente | Pendiente              | Pendiente        | Pendiente |

## Derechos de televisión
- Actualmente Sky Sports, junto a su aplicación por internet, BLUE TO GO, es el encargado de transmitir para México, Estados Unidos y América Latina.
- En México durante más de 10 años se transmitió por ESPN 2. A partir de 2010, la empresa Megacable fue la que tuvo los derechos y transmitió en los estados donde tiene cobertura su sistema de cable y el canal TVC Deportes que tiene mayor cobertura, transmitió a todo el país utilizando la señal de Megacable, ya que son empresas relacionadas. Sky Sports se quedó con los derechos.
- En Centroamérica, se transmite por IVC y DirecTV Sports.
- En Sudamérica, se transmite por IVC y DirecTV Sports.
- En Colombia se transmitió en 2020 por Win Sports, desde 2021 se transmite por IVC, desde 2022 por Claro Sports 2 y desde 2025 por 1 Baseball Network.
- En Venezuela se transmite por 1 Baseball Network, IVC Networks, Venevisión, Televen, ByM Sport y Tves. (los cuatro últimos transmitieron este evento de béisbol anteriormente entre los años 1994–2010/2012–2016, 1994–2001, 2022–2023 y 2014–2020/2022–2023 respectivamente). Desde 1972 hasta 1978 y desde 1987 hasta 1993 se transmitía por RCTV, entre 1979 y 1986 por Venezolana de Televisión, entre los años 2002 y 2018 el evento se llevó por Meridiano Televisión, desde 2010 hasta 2021 se emitió por DirecTV Sports, DirecTV Sports 2 y DirecTV Sports+, entre 2017 y 2023 se llevó a cabo por La Tele Tuya, del 2022 al 2024 por SimpleTV, y la edición 2024 fue transmitida por el Canal I.
- En Cuba se transmite por Tele Rebelde.
- En Panamá se transmite por Nex y a partir del año 2025 también por 1 Baseball Network.
- En República Dominicana se transmite por CDN Deportes, Digital 15 y Telemicro HD.
- En Estados Unidos y Puerto Rico se transmite en español a través de ESPN Deportes y en inglés por MLB Network.
- En Canadá se transmite en francés por RDS y en inglés por MLB Network.